# Das kleine Schweinderl
Das kleine Schweinderl (österreichische Verkleinerungsform für Schwein) ist der im österreichischen Sprachgebrauch geläufige Ausdruck und eine generische Marke für das namenlose Hausschwein-Ferkel, das seit 2005 als Testimonial für die österreichische Supermarktkette Billa und deren Handelsmarke »Ja! Natürlich« „als Garant für nachhaltige und biologische Lebensmittel“ in Fernsehspots wirbt.

## Werbespots
Die wechselnden „Ferkeldarsteller“ des seit 2005 „ewig jungen Schweinderls“ (siehe auch dort) werden vom Filmtiertrainer Karl Lang trainiert. In den Werbespots treten – wie auch bei anderen Filmtiereinsätzen üblich – verschiedene Ferkel für unterschiedliche Aufgaben auf. Jährlich werden drei Werbefilme gedreht, die schnell zu groß werdenden Schweine landen nicht in Schlachthöfen, sondern werden bei ausgewählten Biobauernhöfen für rund 500 Euro pro Jahr und Schwein „in Pension geschickt“.
Sujet der Spots ist laut Eigendarstellung des werbenden Unternehmens ein „freches, aber wissbegieriges Schweinderl, das stets viele schlaue Fragen an den Bauer hat“. Jeder Werbespot beginnt mit der Phrase, „gesprochen“ vom synchronisierten Schweinchen, „Spitzt’s eure Schweinsohrn, los geht’s!“ und endet mit dem Werbeslogan als Phrase „Ja! Natürlich“. Dazu wird ein Schweinchen beim Fressen gefilmt und die Kaubewegungen mit der Synchronstimme der Werberin Rosa Haider-Merlicek unterlegt.
Neben dem „Schweinderl“ tritt seit der ersten Folge der Schauspieler Wolfgang Lesky in der Rolle eines Bauern im rotkarierten Hemd auf. Da er im Privatleben eine Brille trägt, wird er auf der Straße selten erkannt. Er tritt in den Werbespots mit dem „Schweinderl“ in einen Dialog und spricht es dabei auch als „Schweinderl“ an. Seine Stimme wird beim Dreh direkt aufgenommen.
Regisseur aller Folgen ist der österreichische Regisseur Stefan Ruzowitzky, Regisseur unter anderem des oscarprämierten Films Die Fälscher.
Erdacht wurde die Werbelinie von der österreichischen Werbeagentur Demner, Merlicek & Bergmann. Die Spots (oder deren Schöpfer) erhielten Auszeichnungen, beispielsweise den Effie-Award in Gold und Platin, den Staatspreis Werbung und die ORF-Werbetrommel in Silber. Seit 2018 zeichnet die Werbeagentur Merlicek & Partner für die Werbespots verantwortlich.

## Kritik
Es wird kritisiert, dass mit diesen Werbespots „Landwirtschaft von einer verniedlichenden, romantischen, aber keinesfalls in der Realität existierenden Seite dargestellt wird“.

## Trivia
Wie beim Film üblich sind manche als Requisiten außerhalb der Pflücksaison verwendete Lebensmittel mitunter Imitate (beispielsweise Himbeeren im Mai).

## Rezeption
Die populäre Werbesendung wird gerne satirisch parodiert:

„Süß ist das Schweinderl, wie es so am Boden schnüffelt. »Du, Bauer« fragt es, »werde ich heuer noch geschlachtet?« Da kaut der Bauer an seinem Grashalm und antwortet: »Ja natürlich!«“

- Tagespresse-Satire „Ja! Natürlich“-Schwein blitzt mit Forderung nach Gehaltserhöhung ab.[9]

- In einer Anspielung des ORF hätte ab 2010[10] der Ex-Politiker Joschka Fischer anstatt oder wie das Schweinderl das Nachhaltigkeitskonzept des Rewe-Konzerns, der Konzernmutter von Billa, verbessern sollen.[11]